# Ferry Cross the Mersey
 (avril 2019).
Si vous disposez d'ouvrages ou d'articles de référence ou si vous connaissez des sites web de qualité traitant du thème abordé ici, merci de compléter l'article en donnant les références utiles à sa vérifiabilité et en les liant à la section « Notes et références ».
Singles de Gerry and the Pacemakers
It's Gonna Be Alright
(septembre 1964) I'll Be There
(mars 1965)
Ferry Cross the Mersey (parfois Ferry 'Cross the Mersey) est une chanson du groupe Gerry and the Pacemakers.
C'est aussi un film sorti la même année mettant en vedette le groupe, connu en France sous le titre À plein tube.

## Version originale
La chanson, écrite par le leader du groupe, Gerry Marsden, fait allusion au service de ferry (en) qui relie Liverpool à la péninsule de Wirral, de part et d'autre de l'estuaire de la Mersey. Elle donne son titre au film Ferry Cross the Mersey, sorti en 1965, qui met en  vedette les membres du groupe Gerry and the Pacemakers
Ferry Cross the Mersey sort en single en décembre 1964 au Royaume-Uni et quelques mois plus tard aux États-Unis, avec une chanson différente en face B. Le single connaît un certain succès et se classe dans le Top 10 des deux côtés de l'Atlantique : 6e aux États-Unis et 8e au Royaume-Uni.

## Reprises
À la suite de la tragédie de Hillsborough, plusieurs artistes originaires de Liverpool (The Christians, Holly Johnson, Paul McCartney, Stock Aitken Waterman et Gerry Marsden) enregistrent une reprise de Ferry Cross the Mersey dans un but caritatif. Elle paraît le 8 mai 1989 et se classe en tête du hit-parade au Royaume-Uni et en Irlande.
La chanson a également été reprise par Jairo (sous le nom de Marito Gonzalez) en espagnol sous le titre La balsa, extrait de l'album Muy Juvenil, Frankie Goes to Hollywood (en face B du single Relax, 1983), Burton Cummings (sur l'album Up Close and Close, 1996) et Pat Metheny (sur l'album One Quiet Night, 2003).